# Resolució 1103 del Consell de Seguretat de les Nacions Unides
La Resolució 1103 del Consell de Seguretat de les Nacions Unides adoptada per unanimitat el 31 de març de 1997. Després de recordar totes les resolucions sobre els conflictes a l'antiga Iugoslàvia i, en particular les resolucions 1035 (1995) i 1088 (1996), el Consell va autoritzar un augment de la força de la Missió de les Nacions Unides a Bòsnia i Hercegovina (UNMIBH) a Bòsnia i Hercegovina.
El Consell de Seguretat va reiterar que era important que l'acord de Dayton es complís plenament, especialment les disposicions sobre la cooperació amb el Tribunal Penal Internacional per a l'antiga Iugoslàvia. El 14 de febrer de 1997, el tribunal d'arbitratge havia dictaminat el disputat sobre el disputat districte de Brčko entre els dos estats de Bòsnia i Hercegovina.
La resolució autoritza llavors un augment de la força de la UNMIBH peren 186 policies i 11 funcionaris civils a proposta del Secretari General de les Nacions Unides perquè pugui complir el seu mandat tal com es descriu a la Resolució 1088 (1996). Es va convidar a totes les parts a implementar l'acord de pau i a cooperar amb la Força de Tasques de la Policia Internacional de les Nacions Unides (UN-IPTF). També era important que la UN-IPTF cooperés amb la Força d'Estabilització, particularment a Brčko.